# HY Весов
HY Весов (лат. HY Librae), HD 133194 — двойная звезда в созвездии Весов на расстоянии приблизительно 642 световых лет (около 197 парсеков) от Солнца. Видимая звёздная величина звезды — от +7,88m до +7,78m.

## Характеристики
Первый компонент — жёлто-белый гигант, пульсирующая переменная звезда типа Дельты Щита (DSCT) спектрального класса F5III.
Второй компонент — белая звезда спектрального класса A.